# Argyrosomus heinii
Argyrosomus heinii és una espècie de peix de la família dels esciènids i de l'ordre dels perciformes.

## Morfologia
- Els mascles poden assolir 60 cm de longitud total.[5][6]

## Hàbitat
És un peix marí, de clima tropical i bentopelàgic.

## Distribució geogràfica
Es troba a l'Índic occidental: costa meridional d'Aràbia i el Golf d'Oman.

## Observacions
És inofensiu per als humans.